# تالار نیاسر
تالار نیاسر مربوط به دوره قاجار است و در نیاسر، داخل شهر واقع شده و این اثر در تاریخ ۲۵ خرداد ۱۳۸۱ با شمارهٔ ثبت ۵۸۹۳ به‌عنوان یکی از آثار ملی ایران به ثبت رسیده است.

این بنا (باغ تالار و عمارت کوشک) نه تنها به‌لحاظ مادی ارزشمند است که از ارزش معنوی و تاریخی برخوردار است چراکه اقامتگاه خاندان برجسته ضرابی کاشان از دودمان ساسان است. 
کاخ صفوی تالار بر روی آتشکده ساسانی ساخته شده است. 
بنای تاریخی کوشک صفوی نیاسر کاشان (معروف به عمارت ضرابی کاشان، عمارت ضرابی نیاسر و عمارت صبا) در میان باغ تالار قرار گرفته است و به آبشار نیاسر،  چشمه اسکندریه و غار رئیس نزدیک است.